# Canthochilum darlingtoni
Canthochilum darlingtoni là một loài bọ cánh cứng trong họ Bọ hung (Scarabaeidae).